# フロリダキーズ

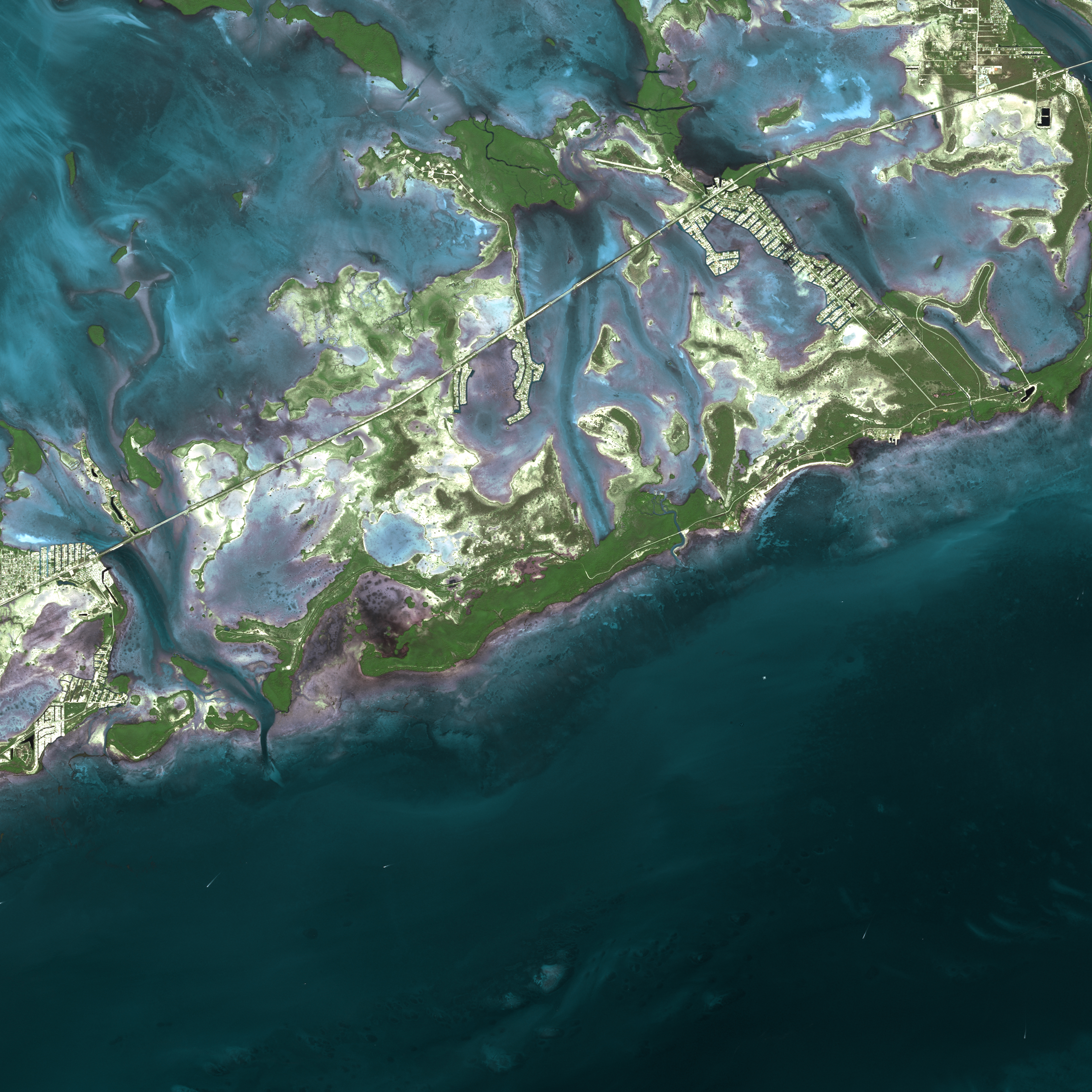
フロリダキーズの衛星写真

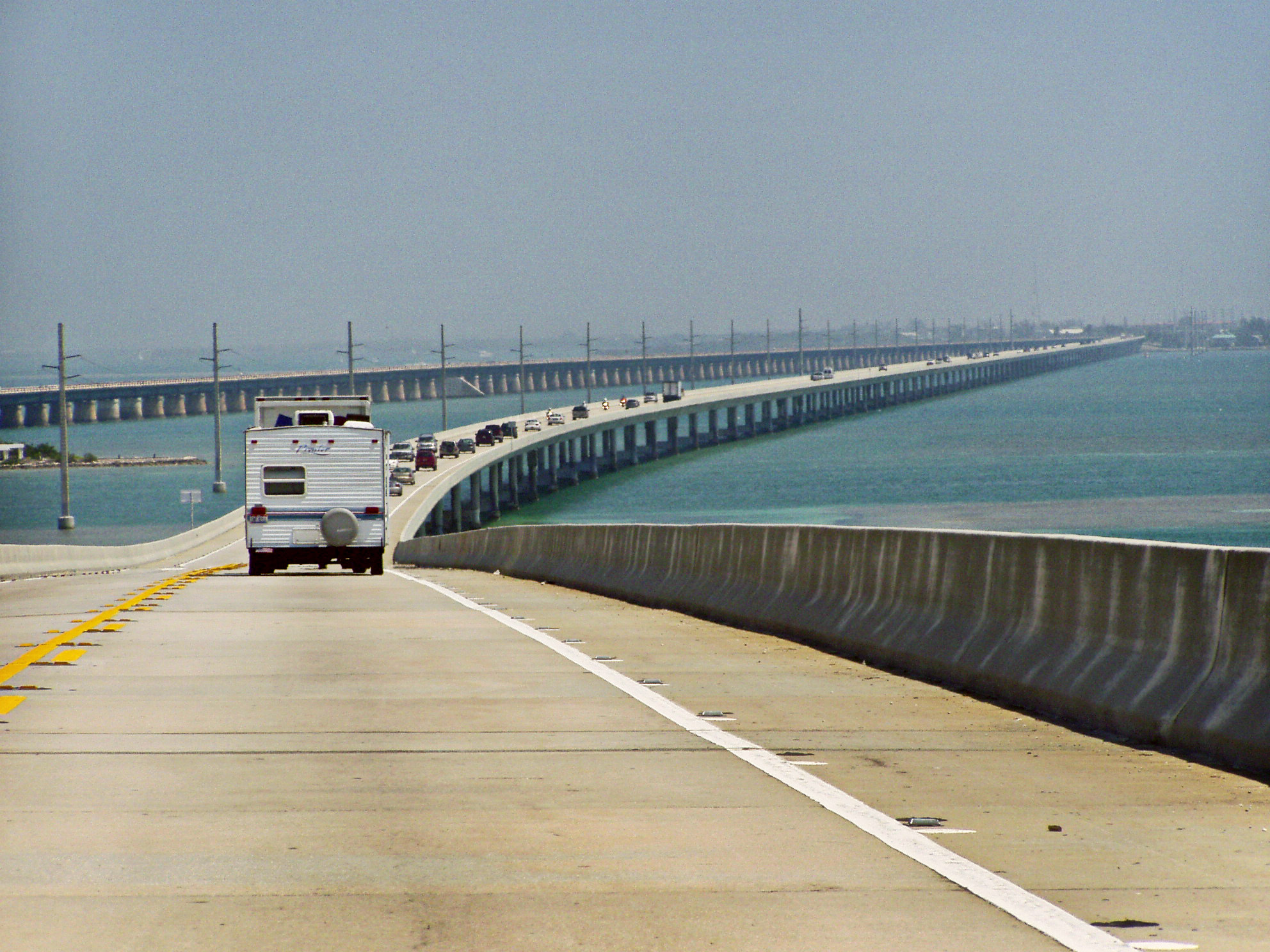
セブンマイル橋

フロリダキーズ（Florida Keys）は、アメリカ合衆国フロリダ州にある細長い列島。フロリダ半島南端部の沖に、北東から南西方向に延び、延長は約290キロメートル。主として隆起珊瑚礁からなる。

## 概要
北端はマイアミ南方約24キロのビスケーン湾口付近。このあたりはビスケーン国立公園になっている。北部にある列島中最大の島、キーラーゴ島はフロリダ半島と橋でつながっており、列島南西端に近いキーウェストまで道路が通じている。これは20世紀初頭に私鉄のオーバーシーズ鉄道として造られたが、1935年のハリケーン(en)で破損して廃止され、その跡地はフロリダ州に売却されて1938年に道路に造り直された。キーウェストは合衆国本土の南端に当たり、南はフロリダ海峡を隔ててキューバに向かい合う。フロリダまで公共交通機関としてバスが運行している。道路拡張がなされず2車線のままなのでフロリダ州で最悪の交通事故率を示す。

## 主な出来事
- 2023年7月23日、タンパ市長が家族とともにフロリダキーズの沖合に釣りに出たところ、末端価格で計約110万ドル相当のコカインが入った包みを発見した[1]。